# Die gestohlene Schlacht
Die gestohlene Schlacht ist eine Historienkomödie von Erwin Stranka aus dem Jahr 1972. Die deutsch-tschechoslowakische Koproduktion lief in der ČSSR unter dem Titel Ukradená bitva.

## Handlung
Das Jahr 1757: Im zweiten Jahr des Siebenjährigen Kriegs steht der preußische König Friedrich II. vor Prag. Was als schnelle Einnehmung geplant war, erweist sich als langwierige Angelegenheit – schon mehrere Wochen sind vergangen und dem König ist die Erstürmung der Stadt noch immer nicht gelungen. Da die Gelder knapp werden und ein österreichisches Entsatzheer dem eingeschlossenen Österreicher Karl von Lothringen in der Stadt zu Hilfe eilt, ist schnelles Handeln gefragt. Der preußische König lässt nach dem Meisterdieb Käsebier schicken, den er kurz zuvor erst zu lebenslanger Haft verurteilt hatte. Käsebier soll sich in die Stadt stehlen und die Stadttore von innen öffnen. Zum Dank würde ihm der König die Freiheit schenken.
Käsebier stimmt zunächst zu. Es gelingt ihm verkleidet in die Stadt zu gelangen. Vor Karl von Lothringen gibt er sich als preußischer Soldat aus, der wie auch andere Regimenter zu Karl überlaufen will. Er solle nur am nächsten Morgen die Stadttore öffnen und Friedrich II. und seine Soldaten in der Stadt erwarten. Dann werden preußische Truppen zu ihm überlaufen und Friedrichs Truppen säßen in der Falle. Der Lothringer, der unter der Nahrungsmittelknappheit in der Stadt leidet und Heimweh hat, stimmt dem Plan zu.
Über einen Geheimgang, mit dem die Tschechen die Prager innerhalb der Stadt mit Essen versorgen, gelangt Käsebier zurück ins preußische Lager. Hier erfährt er, dass er eigentlich vom König nach Einnahme der Stadt eingesperrt und zum Tode verurteilt werden soll. Es gelingt ihm, die Truppenbefehle für den nächsten Morgen umzuschreiben. Als die Stadttore geöffnet sind und der König auf die Stadtmauern zureitet, folgen ihm seine Männer nicht, da der niedergeschriebene Befehl lautet, dem König auf keinen Fall zu folgen. Friedrich II. lässt die Erstürmung der Stadt zunächst abbrechen, zumal die Soldaten auf den schriftlichen Befehl hin auch unbewaffnet erschienen sind. Während sich die Prager über den Geheimgang langsam an das Waffenarsenal der Preußen herangraben, geht Friedrich II. einen zweiten Versuch der Erstürmung Prags an. Als er sich ein letztes Mal bei Flötenmusik in einem Boot an einem See sammeln will, schleicht sich Käsebier aufs Boot, das nun abtreibt. Da keine Ruder vorhanden sind, kann der König nicht an Land. Auf dem Schlachtfeld passiert ebenfalls nichts, weil der König fehlt. Erneut artet die geplante Schlacht in Chaos aus und Karl von Lothringen zeigt sich verwundert, sind die Preußen doch sonst diszipliniert und organisiert.
Im Boot des Königs wird Käsebier unterdessen von Husaren verhaftet. Er soll gehängt werden, doch verzögert sich die Exekution, da Käsebier auf der Verlesung seiner sämtlichen Straftaten besteht. Am Ende haben die Prager das Munitionslager erreicht, als der Henker mit dem Verlesen fertig ist. Die unter- und oberirdischen Lager explodieren, das Schlachtfeld vor Prag gleicht einem Trümmerhaufen. Friedrich II. lässt nun die Belagerung abbrechen und zieht sich zurück. Unbemerkt hat sich auch Käsebier in einen der Wagen geschlichen und reist so gen Berlin mit.

## Produktion
Die gestohlene Schlacht wurde 1971 unter dem Arbeitstitel Käsebier gedreht. Der Film beruht auf der Erzählung Die gestohlene Stadt von Egon Erwin Kisch, die wiederum die realen Ereignisse um Christian Andreas Käsebier behandelt. Bereits im Vorjahr hatte Erwin Stranka mit Husaren in Berlin einen Film gedreht, der während des Siebenjährigen Kriegs spielt; auch hier hatte Manfred Krug die Hauptrolle übernommen. Die gestohlene Schlacht war jedoch der erste DEFA-Film, der den Preußenkönig Friedrich II. auf die Leinwand brachte.
Die Premiere von Die gestohlene Schlacht fand am 1. Juli 1972 auf der Freilichtbühne in Zittau statt. Am 21. Juli 1972 kam der Film in die Kinos der DDR und lief am 18. Dezember 1973 erstmals auf DFF 1 im Fernsehen.
Das von Manfred Krug im Film gesungene Lied vom Käsebier erschien 1997 auf der CD Die DEFA Filmhits.

## Kritik
Die zeitgenössische Kritik der DDR befand, dass der Film „auch zu satirischer und grotesker Überzeichnung [greife], um Haltungen zu charakterisieren. Natürlich besteht da immer die Gefahr, ins Lächerliche-Kasperlehafte zu geraten. Nicht ganz ist man ihr auch entgangen“. Andere Kritiker schrieben, dass der Film gerade aufgrund der Angst, ins Klamottenhafte abzurutschen, teilweise zu betulich geraten sei.
Für den film-dienst war Die gestohlene Schlacht ein „mäßig amüsanter Film mit einigen satirischen Akzenten.“ Klaus Wischnewski nannte Die gestohlene Schlacht einen „wenig komischen, grob erzählten Film […] mit Herwart Grosse als Altem Fritz, einen schönen Otto-Gebühr-Kontra, sowie einem plebejisch-pfiffigen Meisterdieb Käsebier von Manfred Krug.“

## Auszeichnungen
Für seine „volksverbundene Darstellungskunst in Kino- und Fernsehfilmen und sein Mitwirken bei der Entwicklung einer sozialistischen Unterhaltungskunst“ wurde Manfred Krug 1971 mit dem  Nationalpreis II. Klasse ausgezeichnet. Auf dem Filmfestival der Werktätigen der ČSSR erhielt Manfred Krug 1972 eine Ehrende Anerkennung.